# ワイルド・フラワーズ (映画)
『ワイルド・フラワーズ』は、2004年公開の日本映画。小松隆志監督。

## 概要
資金難から解散の危機に陥っている弱小女子プロレス団体「ガリンペイロ女子プロレス」を舞台とした、コミカルなタッチの青春ドラマ作品。ガリンペイロ創始者・アイアン飯島（高畑淳子）の息子であり、ひょんなことから団体の経営に携わることになった医師・細谷伸一（岡田義徳）と、新人レスラーである桐島みどり（鈴木美妃）・中島涼子（石川美津穂）コンビの交流と、団体復活への道を描く。
配給を兼ねる東京テアトル・ザナドゥーほか2社と、当時活動していた女子プロレス団体・JDスター女子プロレスが共同製作した。主演女優の石川美津穂や、助演の東城えみ、柏田千秋はJDスターが育成し、「アストレス」と呼んだアクション女優兼プロレスラーであり、他にも救世忍者乱丸、ファング鈴木、桜花由美など当時JDスターに所属していた女子プロレスラーが多数出演し、本物さながらのプロレスシーンを演じた。また、1980年代のアイドルレスラー・キューティー鈴木が、物語終盤のライバル役として1999年の引退以来でリングに上がっている。

## あらすじ
ガリンペイロ創始者で、「女子プロレスにおけるストロングスタイルの確立者」といわれた名レスラー・アイアン飯島が病死し、赤字を積み重ねていた団体と所属レスラー達が後に残された。レスラー達は全く交流がなかったアイアンの息子を捜索し、近郊の病院で働く医師・細谷伸一に辿り着いた。彼女達によって自宅マンションから拉致まがいに連れ出された細谷は、父親から死んだと聞かされていた母親が最近まで生きており、プロレスラーだったこと、団体が危機に瀕していること、母が面識のない自分に団体再建を託そうとしていたことなどを知らされる。細谷はプロレスと関わることを拒否したが、レスラー達によってプロレスに向かうよう周到に仕向けられ、やがて母の後を継いで2代目社長に収まった。
時を同じくして、ガリンペイロには上司のセクハラから逃れてきた元OL・桐島みどりと、病院近所の喫茶店で働いていた元ヤンキーで、空手を駆使する強者・中島涼子が加入する。二人の成長と共に細谷もプロレスに魅せられていき、桐島・中島の人気で団体も再度軌道に乗っていくが……。

## キャスト
- 岡田義徳：細谷伸一 役 －ガリンペイロの2代目社長
- 石川美津穂：中島涼子 役 －ガリンペイロの新人レスラー
- 鈴木美妃：桐島みどり 役 －ガリンペイロの新人レスラー
- 麿赤兒：豊島敬吾 役 －プロレス団体J RINGの社長
- 高畑淳子：アイアン飯島 役 －伸一の母、ガリンペイロの創始者
- 東城えみ：木幡郁美 役 －J RINGのレスラー
- キューティー鈴木：田島博子 役 －J RINGのレスラー
- つぐみ：芝山絵里香 役 －医者と付き合いたがっている女
- マギー：立花 役 －伸一の元同僚、医者
- ジャガー横田：ジャガー 役 －木幡の先輩レスラー
- 二階堂智：西城 役 －ガリンペイロのリングアナ
- 木下ほうか：山内 役 －ガリンペイロの営業担当
- 志生野温夫：試合実況のアナウンサー 役

## スタッフ
- プロデューサー：榎本憲男
- 監督: 小松隆志
- 脚本・原作：EN
- 撮影監督：坂江正明
- 音楽：遠藤浩二
- 美術監督：大庭勇人
- 録音：福田伸
- 編集：足立浩
- スーパーバイザー：松本進介
- エンディングテーマ曲：「部屋」　唄：bice & 及川リン（作詞：EN、作曲：bice）
- 「ワイルドフラワーズ」製作委員会：東京テアトル、レントラックジャパン、ケイブ、ザナドゥー、ツイン、JDスター女子プロレス